# اوزرکی (شهرستان کاراایدلسکی، باشقیرستان)
اوزرکی (انگلیسی: Ozerki, Karaidelsky District, Republic of Bashkortostan) یک شهرک در شهرستان کاراایدلسکی استان باشقیرستان کشور روسیه است.